# Direkt
Direkt (Eigenschreibweise direkt) war ein vom ZDF monatlich ausgestrahltes Jugendmagazin, das von Peter Rüchel und Helmut Greulich begründet wurde. Die deutsche Erstausstrahlung fand am 3. Juli 1971 statt; die Sendung wurde nach 193 Folgen 1987 eingestellt. Die Titelmelodie stammt von Franz K. "Au weia, Mensch Meier".

## Geschichte
Beinahe gleichzeitig mit der Einstellung der Sendung Baff des Westdeutschen Rundfunks präsentierte das ZDF im Sommer 1971 die Sendung direkt. Das Format bot Themen und Problemen Jugendlicher aus deren eigener Sicht eine Plattform, indem diese an der Herstellung der Sendung beteiligt wurden. Die Redaktion griff häufig Themen junger Zuschauer auf und setzte das filmisch um. Inhaltlich hatten die jungen „Redaktionshelfer“ freie Hand und produktionstechnisch wurden sie von professionellen Fernsehmitarbeitern unterstützt. Dadurch entstanden gewolltermaßen mitunter parteiische und einseitige Filme.
Im Dezember 1981 löste die zweiteilige Folge Schwangerschaftsabbruch – meine Tochter tut das nicht! heftige Proteste aus. Die Sendung direkt befasste sich bereits in den 1970er Jahren mit den Themen AIDS und Homosexualität, die ab 1981 in anschließenden Diskussionen unter dem Titel direkt kontrovers diskutiert wurden. Insgesamt wurde das Magazin als „links“ bewertet und teilweise hart kritisiert.
Die Sendung lief zunächst samstags um 18:45 Uhr, dann um 18:00 Uhr und wechselte mit Serien wie Kung Fu oder Bonanza. Ab 1978 wurde der Beginn auf 19:30 Uhr und ab 1982 auf mittwochs um 19:30 Uhr verlegt. Nachfolger von direkt wurde die Sendung Doppelpunkt.